# Placówka Straży Celnej „Łobżonka”

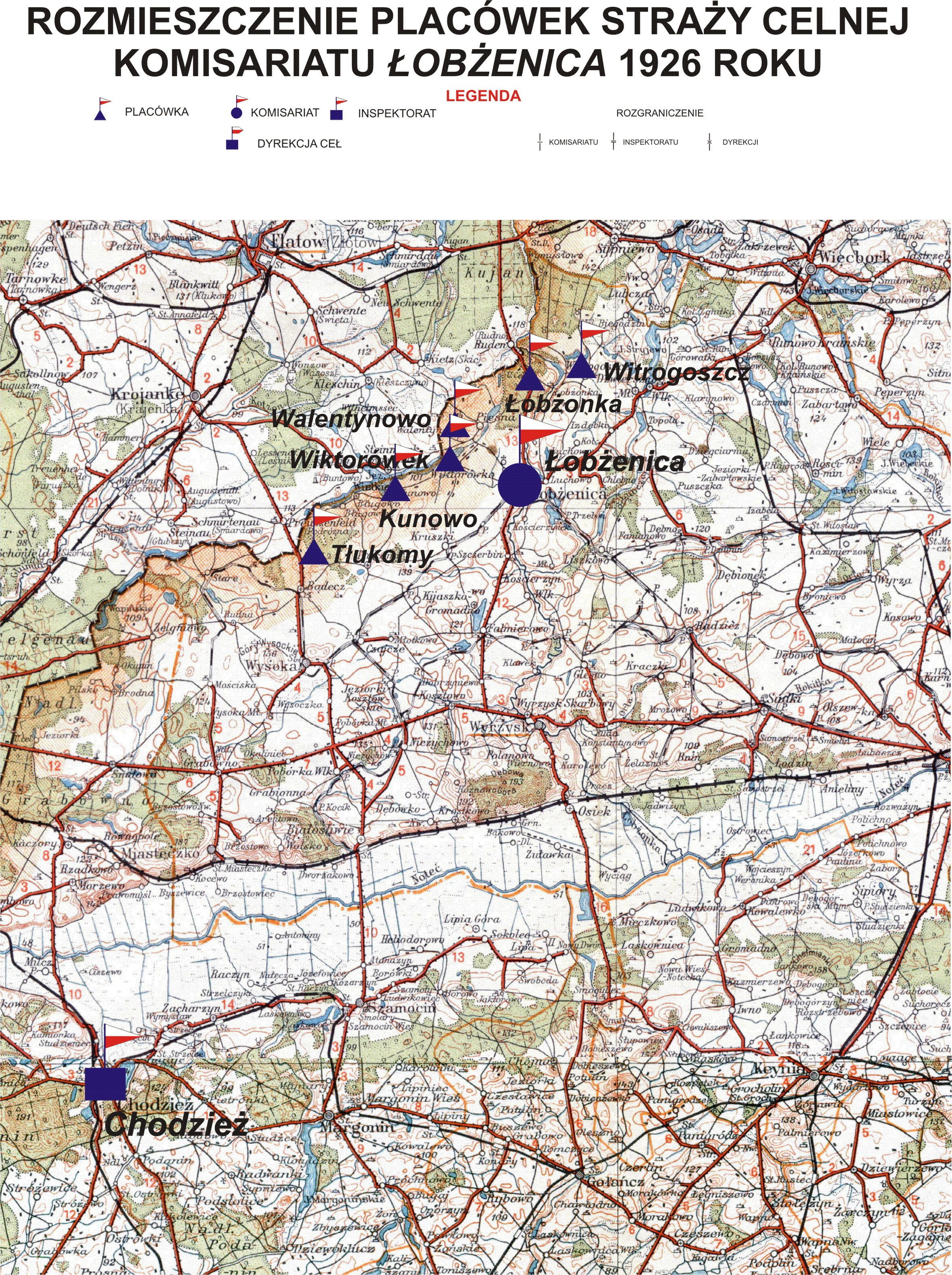
Rozmieszczenie placówek Straży Celnej Komisariatu Łobżenica

Placówka Straży Celnej „Łobżonka” – jednostka organizacyjna Straży Celnej pełniąca w okresie międzywojennym służbę ochronną na granicy polsko-niemieckiej.

## Formowanie i zmiany organizacyjne
Na wniosek Ministerstwa Skarbu, uchwałą z 10 marca 1920 roku, powołano do życia Straż Celną. Od połowy 1921 roku jednostki Straży Celnej rozpoczęły przejmowanie odcinków granicy od pododdziałów Batalionów Celnych. Proces tworzenia Straży Celnej trwał do końca 1922 roku. Placówka Straży Celnej „Łobżonka” weszła w podporządkowanie komisariatu Straży Celnej „Łobżenica” z Inspektoratu SC „Międzychód”.
W drugiej połowie 1927 roku przystąpiono do gruntownej reorganizacji Straży Celnej. W praktyce skutkowało to rozwiązaniem tej formacji granicznej. Ochronę północnej, zachodniej i południowej granicy państwa przejęła powołana z dniem 2 kwietnia 1928 roku Straż Graniczna.
Rozkazem nr 2 z 19 kwietnia 1928 roku w sprawie organizacji Pomorskiego Inspektoratu Okręgowego dowódca Straży Granicznej gen. bryg. Stefan Pasławski określił strukturę organizacyjną komisariatu SG „Łobżenica”. Placówka Straży Granicznej I linii „Łobżenka” znalazła się w jego strukturze.

## Funkcjonariusze placówki
Kierownicy placówki
| stopień    | imię i nazwisko, numer | okres pełnienia służby | kolejne stanowisko |
| ---------- | ---------------------- | ---------------------- | ------------------ |
| przodownik | Kasper Kotlarek (295)  | był w 1926             |                    |

Obsada personalna placówki w 1926:
- przodownik Kasper Kotlarek (295)
- starszy strażnik Ignacy Makała (354)
- strażnik Antoni Łaboda (1895)
- strażnik Wawrzyniec Młynarczyk (1951)
- strażnik Edmund Przybył (1971)
- strażnik Bolesław Pieprz (437)
- strażnik Wojciech Gąsiorowski (283)
- strażnik Józef Prus (3344)
- strażnik Stanisław Binkowski (3311)